# Кант, Клаус
Клаус Кант (нем. Klaus Kahnt, 9 февраля 1934, Лейпциг — 30 декабря 2015) — военный деятель ГДР, в 1984—1990 годах — начальник Высшего военно-морского училища им. Карла Либкнехта, контр-адмирал (1979 год).

## Биография
Из семьи парикмахера. По окончании школы в 1949—1953 годах учился на автослесаря. 10 января 1953 года вступил в Морскую народную полицию, предшественницу военно-морского флота ГДР. В 1953—1955 годах Кант учился в Офицерской военно-морской школе в Штральзунде (See-Offz. Lehranstalt Stralsund), которая позже стала Высшей Офицерской Школой ВМС имени Карла Либкнехта (Offiziershochschule «Karl Liebknecht»). В 1955 году стал членом СЕПГ. В 1955—1956 годах служил офицером подотдела оперативного планирования в управлении морской народной полиции. В 1956—1958 годах служил офицером по оперативно-тактической подготовке в командовании ВМС ГДР. В 1958—1959 годах служил в 4-й флотилии фольксмарине. В 1959—1961 годах проходил обучение в Высшем военно-морском училище им. Карла Либкнехта. В 1962—1963 годах служил начальником штаба 4-го отделения пограничных кораблей (4. Grenzbootabt.) в 6-й пограничной бригаде побережья (6. Grenzbrigade Küste), а в 1963—1964 годах уже возглавлял это самое 4-е отделение пограничных кораблей. В 1964—1968 годах проходил обучение в Военной Академии ННА им. Фридриха Энгельса. В 1968—1969 годах снова занимал должность командира 4-го отделения пограничных кораблей (Сhef 4. Grenzbootabt.) в 6-й пограничной бригаде побережья. В 1969—1971 годах служил первым заместителем командира 6-й пограничной бригады побережья. В 1971—1972 годах командовал 4-й бригадой охранения (4. Sicherungsbrigade) (4-я флотилия). В 1972—1976 годах служил начальником штаба и заместителем командира 4-й флотилии фольксмарине. В 1976—1980 годах командовал 4-й флотилией фольксмарине. 7 октября 1979 года ему было присвоено звание контр-адмирала. В 1980—1984 годах служил заместителем начальника штаба фольксмарине по организационным вопросам. В 1984—1990 годах руководил Высшей офицерской школой ВМС им. Карла Либкнехта в Штральзунде. 30 сентября 1990 года уволен в отставку.
Умер 30 декабря 2015 года.

## Награды
- Орден «За заслуги перед Отечеством» в бронзе;
- Военный орден «За заслуги перед народом и Отечеством» в серебре.

## Воинские звания
- Контр-адмирал — 7 октября 1979 года.